# Селіхіно
Селі́хіно (рос. Селихино) — село у складі Комсомольського району Хабаровського краю, Росія. Адміністративний центр Селіхінського сільського поселення.

## Населення
Населення — 4255 осіб (2010; 4865 у 2002).
Національний склад (станом на 2002 рік):
- росіяни — 91 %

## «Комсомольськ-на-Амурі-31»
Неподалік селища, знаходиться військове селище Парін («Комсомольськ-на-Амурі-31»), поряд з яким знаходиться «Об'єкт 1201» (в/ч 52015) — одна з центральних баз зберігання ядерної зброї 12-го головного управління МО РФ